# 胡綾芳
胡綾芳（1998年4月6日—），台灣女子羽球選手，現隸屬合作金庫羽球隊。

## 簡歷
胡綾芳小學三年級開始接受羽球訓練，後被教練看中而在四年級轉學至莊敬國小，隔年又轉學至獅湖國小，其後就讀高雄三民國中、高雄中學，大學就讀臺北市立大學。胡綾芳最早隸屬土銀，曾轉隊至亞柏，2018年成為合作金庫羽球隊一員。
2015年8月，胡綾芳在全國第2次羽球排名賽中，首次闖女單冠軍賽，又跟陳宏麟搭檔打進混雙決賽；結果兩項決賽爭冠都落空。同年12月，她与陳宏麟出战美國羽毛球國際賽，在混双準决赛以1比2（22-20、20-22、18-21）不敌赛会2号种子、新加坡的丹尼·巴瓦·克里斯南塔/梁语嫣。
2016年5月，胡綾芳入選中華台北羽球代表隊出戰崑山舉行的優霸盃女子羽毛球團體賽。她在首戰面對模里西斯時出任第三點女單，最終助球隊輕鬆以大比數5比0擊敗對手。
2017年3月， 胡綾芳与曾敏豪出战波蘭羽毛球公開賽，在混双决赛以1比2（22-20、20-22、13-21）不敌赛会头号种子、波兰的罗伯特·马特斯亚克/娜蒂斯达·希尔巴，赢得亚军。同年3月，她与曾敏豪出战奧爾良羽毛球國際挑戰賽，在混双準决赛以1比2（21-18、14-21、10-21）不敌赛会4号种子、德国的马克·拉姆斯富斯/伊莎贝尔·赫特里克。同年4月，她分别与程郁捷以及曾敏豪出战芬蘭羽毛球公開賽，在女双準决赛以0比2（13-21、6-21）不敌日本的新玉美鄉/渡邊茜；而混双决赛以2比0（24-22、21-16）击败了赛会4号种子、丹麦的米克尔·米克尔森/麦尔·苏罗，夺得其首个国际赛冠军。同年8月，她參加苏格兰格拉斯哥舉行的世界羽毛球錦標賽，她分别与程郁捷和曾敏豪出戰女子双打項目和混合双打項目。女双方面，在首圈以2比0（21-8、21-11）轻取意大利的西尔维娅·加里诺/丽莎·艾弗森。但在次圈即以0比2（7-21、17-21）不敌赛会10号种子、日本组合的福万尚子/與猶胡桃，32强止步。而混双方面，首圈以2比0 （21-9、21-11）横扫埃及的艾哈迈德·萨拉赫/门纳·埃尔坦纳尼。但在第二圈中，面对赛会3号种子的印尼强档通托维·艾哈迈德/利利亚纳·纳西尔，以0比2 （13-21、11-21）不敌对手，32强止步。
2018年3月， 胡綾芳与陳曉歡出战越南羽毛球國際挑戰賽，在女双準决赛以0比2（10-21、15-21）不敌赛会5号种子、马来西亚的鄒美君/許嘉雯。

## 主要比賽成績
| 年份   | 賽事                   | 公開賽級別 | 項目     | 拍檔   | 成績   |
| ------ | ---------------------- | ---------- | -------- | ------ | ------ |
| 2015年 | 美國羽毛球國際賽       | 國際挑戰賽 | 混合雙打 | 陳宏麟 | 準決賽 |
| 2017年 | 波蘭羽毛球公開賽       | 國際挑戰賽 | 混合雙打 | 曾敏豪 | 亞軍   |
| 2017年 | 奧爾良羽毛球國際挑戰賽 | 國際挑戰賽 | 混合雙打 | 曾敏豪 | 準決賽 |
| 2017年 | 芬蘭羽毛球公開賽       | 國際挑戰賽 | 女子雙打 | 程郁捷 | 準決賽 |
| 2017年 | 芬蘭羽毛球公開賽       | 國際挑戰賽 | 混合雙打 | 曾敏豪 | 冠軍   |
| 2018年 | 越南羽毛球國際挑戰賽   | 國際挑戰賽 | 女子雙打 | 陳曉歡 | 準決賽 |
| 2019年 | 奧爾良羽毛球大師賽     | 超級100賽  | 女子雙打 | 許雅晴 | 亞軍   |
| 2019年 | 美國羽毛球公開賽       | 超級300賽  | 混合雙打 | 楊博軒 | 準決賽 |
| 2019年 | 韓國羽毛球大師賽       | 超級300賽  | 女子雙打 | 許雅晴 | 準決賽 |
| 2019年 | 韓國羽毛球大師賽       | 超級300賽  | 混合雙打 | 楊博軒 | 準決賽 |
| 2020年 | 西班牙羽毛球大師賽     | 超級300賽  | 混合雙打 | 楊博軒 | 準決賽 |
| 2022年 | 馬來西亞羽毛球大師賽   | 超級500賽  | 混合雙打 | 楊博軒 | 準決賽 |
| 2023年 | 美國羽毛球公開賽       | 超級300賽  | 混合雙打 | 楊博軒 | 準決賽 |
| 2024年 | 新加坡羽球公開賽       | 超級750賽  | 混合雙打 | 楊博軒 | 亞軍   |
| 2024年 | 高雄羽球大師賽         | 超級100賽  | 混合雙打 | 楊博軒 | 亞軍   |
| 2024年 | 日本羽球公開賽         | 超級750賽  | 混合雙打 | 楊博軒 | 準決賽 |
| 2024年 | 台北羽球公開賽         | 超級300賽  | 混合雙打 | 楊博軒 | 亞軍   |

| 2007-2017年 | 首要超級賽 | 超級賽 | 黃金大獎賽 | 大獎賽 | 國際挑戰賽 | 國際系列賽 | 未來系列賽 | 其他 |

| 2018-2026年 | 總決賽 | 超級1000賽 | 超級750賽 | 超級500賽 | 超級300賽 | 超級100賽 | 國際挑戰賽 | 國際系列賽 | 未來系列賽 | 其他 |

### 奧運會和世錦賽參賽紀錄
|          | 搭檔   | 2017 | 2018 | 2019 | 2022 | 2023 |
| -------- | ------ | ---- | ---- | ---- | ---- | ---- |
| 女子雙打 | 程郁捷 | 32強 | －   | －   | －   | －   |
| 女子雙打 | 許雅晴 | －   | －   | 32強 | －   | －   |
|          |        |      |      |      |      |      |
| 混合雙打 | 曾敏豪 | 32強 | －   | －   | －   | －   |
| 混合雙打 | 楊博軒 | －   | －   | －   | 32強 | 32強 |